# Lac du Sault aux Cochons
 (décembre 2021).
Pour les articles homonymes, voir Sault aux Cochons.
Le lac du Sault aux Cochons constitue le principal plan d’eau de la zone de tête de la rivière du Sault aux Cochons. Il est situé dans le territoire non organisé de Lac-au-Brochet, dans la municipalité régionale de comté (MRC) de La Haute-Côte-Nord, dans la région administrative de la Côte-Nord, dans la province de Québec, au Canada. Ce lac chevauche les cantons de Bailliff et de Bayfield.
Le lac comporte deux émissaires :
- rivière du Sault aux Cochons (émissaire naturel) : laquelle coule sur 108,1 km vers le Sud-Est jusqu'au fleuve Saint-Laurent ;
- canal de dérivation de 1,4 km (émissaire artificiel) : lequel coule vers le Nord, jusqu'au coude d'un ruisseau dont le cours coule vers le Nord jusqu'à la rive Sud de la rivière Lionnet. Cette dernière coule vers le lac Dubuc lequel fait partie du réservoir Pipmuacan.

## Géographie
Les principaux bassins versants voisins du lac du Sault aux Cochons sont :
- côté Nord : rivière Lionnet, rivière Andrieux, réservoir Pipmuacan, rivière Betsiamites ;
- côté Est : lac Dubuc, Petit lac du Sault aux Cochons, rivière Betsiamites, rivière Desroches, rivière aux Canards, rivière Leman, lac Isidore ;
- côté Sud : lac Kakuskanus, lac la Loche, rivière du Sault aux Cochons, rivière Brûlée, rivière Portneuf, lac du Dégelis, rivière Portneuf Est ;
- côté Ouest : rivière Andrieux, rivière aux Sables, rivière Tagi.

## Toponymie
La locution Sault aux Cochons se réfère au lac du même nom, au Petit lac du Sault aux Cochons et à la rivière du même nom.[pas clair]
Le toponyme "lac du Sault aux Cochons" a été officialisé le 5 décembre 1968 par la Commission de toponymie du Québec
.